# Jaminton Campaz
Jaminton Leandro Campaz, mais conhecido como Jaminton Campaz ou apenas Campaz (Tumaco, 24 de maio de 2000) é um futebolista colombiano que atua como ponta-esquerda. Atualmente joga no Rosário Central.

## Carreira

### Início
Nascido em Ibagué, que fica no Departamento de Tolima, desde os 5 anos de idade Campaz era elogiado por quem o via jogar e era visto como uma grande promessa. Seu clube de base foi o Deportivo Pasto, onde ficou por seis meses antes de ir para o América de Cali, onde ficou por quase um ano mas obteve um desempenho abaixo do esperado.
Depois, voltou à Ibagué e começou na escola de futebol River Soccer, antes em 2014 ir para Tolima, que o comprou do River Soccer.

### Tolima
Campaz fez sua estreia pelo clube colombiano em 1 de abril de 2017, tendo logo em sua estreia feito um dos gols da vitória de 3–0 sobre o Tigres na 11ª do Campeonato Colombiano. Em sua primeira temporada pelo Vinotinto, Campaz atuou seis vezes com um gol feito. Apesar de não ter jogado nenhuma partida do Apertura do Campeonato Colombiano de 2018, sagrou-se campeão do torneio.
Seu grande destaque lhe rendeu a presença na lista das 60 maiores promessas do mundo em 2017, do jornal The Guardian. Teve atuação destacada contra o Maraca na segunda fase da Libertadores, tendo feito os dois gols das ambas vitórias por 1–0.
Em 2021, sagrou-se campeão novamente do Campeonato Colombiano Apertura, tendo atuado regularmente durante a competição e só desfalcando o time por sua convocação à Copa América. Em 17 de março de 2021, foi anunciada a sua saída do clube e que sua transferência ao Grêmio havia sido concretizada. Ao todo, ficou cinco temporadas e atuou em 93 partidas pelo clube colombiano, fazendo 21 gols e distribuíndo 11 assistências, além de dois Campeonatos Colombianos.

### Grêmio

#### 2021
Apesar de ter chegado ao clube em 19 de março, somente em 24 de março de 2021 foi apresentado oficialmente pelo Grêmio, tendo assinado contrato até dezembro de 2025 e a transferência sido cerca de 4 milhões de dólares (21 milhões de reais) pela transferência, com o clube tricolor adquirindo 100% dos direitos do jogador. Campaz escolheu usar a camisa 7, mesmo número utilizado por Paulo Nunes e Renato Gaúcho, ídolos do clube.
Fez sua estreia pelo Grêmio em 27 de agosto, entrando no segundo tempo da derrota por 4–0 para o Flamengo nas quartas de final da Copa do Brasil. Fez seu primeiro gol pelo Grêmio na derrota por 2–1 para o Atlético Mineiro na 19ª rodada do Campeonato Brasileiro, após receber passe do compatriota Miguel Borja. Fez também mais um gol contra o Atlético Mineiro 9 de dezembro pela última rodada do Brasileirão, mas acabou vendo o clube gaúcho amargando um rebaixamento para Série B no ano. Em sua primeira temporada pelo tricolor, Campaz alternou entre titularidade e reserva, tendo também dificuldades de adaptação devido ao estilo totalmente oposto de seu clube anterior. Foram 18 jogos e dois gols.

#### 2022
Na 3ª rodada do Campeonato Gaúcho contra o São José em 2 de fevereiro e na estreia do time titular do Grêmio no torneio, Campaz foi decisivo ao fazer um gol e ter concedido uma assistência, ajudando o tricolor a vencer por 2–1. Devido a sua atuação, foi eleito o melhor da partida.
Em 12 de março, fez um gol olímpico e contribuiu com a vitória de 2–1 sobre o Ypiranga na 11ª rodada do Campeonato Gaúcho.
Rosario Central
No dia 10 de fevereiro de 2023 o Rosário Central confirmou a contrtação do jogador por empréstimo junto ao Grêmio até o final do ano, Campaz foi muito bem na Argentina, tendo conseguido fazer 10 gols e dado 8 assistências em 43 jogos.
Volta ao Grêmio
No dia 15 de janeiro de 2024 o jogador retornou ao Grêmio depois de passar um ano no Rosário Central.

### Retorno ao Rosario Central
Apesar de ter sido anunciado o seu retorno ao Grêmio depois do empréstimo ao Rosario Central, o clube argentino acertou a compra em definitivo do meia atacante.

## Seleção Colombiana

### Sub-17
Devido ao seu destaque em 2017 com a camisa do Tolima, em fevereiro do mesmo ano Campaz foi um dos 23 convocados para a disputa do Sul-Americano da Categoria no Chile, tendo feito três gols em três partidas seguidas: contra o Uruguai (vitória por 2–1) e Bolívia (derrota por 3–2) na fase de grupos, mais um contra o Equador na primeira partida do hexagonal final do torneio.  Também foi um dos convocados para o Mundial Sub-17, na Índia.

### Principal
Foi convocado pela primeira vez à Seleção Colombiana em 5 de junho de 2021 por Reinaldo Rueda para suprir as baixas na Seleção, integrando o elenco convocado para disputar a 8ª rodada das Eliminatórias para Copa do Mundo de 2022 contra a Argentina em 8 de junho. Campaz não chegou a estrear na partida, que terminou em 2–2.
Em 10 de junho, foi um dos 28 convocados para representar a Colômbia na Copa América de 2021, tendo feito sua estreia pela Seleção no empate por 0–0 com a Venezuela, entrando aos 61 minutos no lugar de Muriel.

## Estilo de jogo
Podendo atuar no meio ou nas pontas, Campaz é destacado por sua boa finalização de longa distância e boa capacidade de condução curta, além de passes precisos. Também é descrito com bastante versátil e adaptável a qualquer uma função na linha do meio ofensivo.

## Estatísticas
Atualizadas até dia 7 de maio de 2022.

### Clubes
| Clube             | Temporada         | Campeonato Nacional | Campeonato Nacional | Campeonato Nacional | Copa Nacional[a] | Copa Nacional[a] | Copa Nacional[a] | Competições Continentais[b] | Competições Continentais[b] | Competições Continentais[b] | Outros Torneios[c] | Outros Torneios[c] | Outros Torneios[c] | Total | Total | Total   |
| Clube             | Temporada         | Jogos               | Gols                | Assist.             | Jogos            | Gols             | Assist.          | Jogos                       | Gols                        | Assist.                     | Jogos              | Gols               | Assist.            | Jogos | Gols  | Assist. |
| ----------------- | ----------------- | ------------------- | ------------------- | ------------------- | ---------------- | ---------------- | ---------------- | --------------------------- | --------------------------- | --------------------------- | ------------------ | ------------------ | ------------------ | ----- | ----- | ------- |
| Tolima            | 2017              | 5                   | 1                   | 0                   | 1                | 0                | 0                | —                           | —                           | —                           | —                  | —                  | —                  | 6     | 1     | 0       |
| Tolima            | 2018              | 0                   | 0                   | 0                   | —                | —                | —                | —                           | —                           | —                           | —                  | —                  | —                  | 0     | 0     | 0       |
| Tolima            | 2019              | 30                  | 5                   | 5                   | 3                | 0                | 0                | 2                           | 0                           | 0                           | 1                  | 0                  | 1                  | 36    | 5     | 6       |
| Tolima            | 2020              | 18                  | 5                   | 4                   | 3                | 0                | 0                | 5                           | 3                           | 0                           | —                  | —                  | —                  | 26    | 8     | 4       |
| Tolima            | 2021              | 17                  | 4                   | 2                   | —                | —                | —                | 8                           | 2                           | 0                           | —                  | —                  | —                  | 25    | 6     | 1       |
| Tolima            | Total             | 70                  | 15                  | 11                  | 7                | 0                | 0                | 15                          | 5                           | 0                           | 0                  | 0                  | 0                  | 93    | 20    | 11      |
| Grêmio            | 2021              | 17                  | 2                   | 0                   | 1                | 0                | 0                | —                           | —                           | —                           | —                  | —                  | —                  | 18    | 2     | 0       |
| Grêmio            | 2022              | 7                   | 0                   | 0                   | 1                | 0                | 0                | —                           | —                           | —                           | 9                  | 2                  | 2                  | 17    | 2     | 2       |
| Grêmio            | Total             | 24                  | 2                   | 0                   | 2                | 0                | 0                | 0                           | 0                           | 0                           | 10                 | 2                  | 3                  | 35    | 4     | 2       |
| Total na carreira | Total na carreira | 93                  | 17                  | 11                  | 9                | 0                | 0                | 15                          | 5                           | 0                           | 10                 | 2                  | 3                  | 112   | 25    | 13      |

- a. ^ Jogos da Copa  Colômbia e Copa do Brasil
- b. ^ Jogos da Copa Sul-Americana e Copa Libertadores da América
- c. ^ Jogos da Supercopa da Colômbia e Campeonato Gaúcho

### Seleção
Sub-17
| Ano   |       |      |         |       |
| Ano   | Jogos | Gols | Assist. | Média |
| ----- | ----- | ---- | ------- | ----- |
| 2017  | 13    | 3    | 0       | 0,23  |
| Total | 13    | 3    | 0       | 0,23  |

#### Principal
| Ano   |       |      |         |       |
| Ano   | Jogos | Gols | Assist. | Média |
| ----- | ----- | ---- | ------- | ----- |
| 2021  | 1     | 0    | 0       | 0     |
| Total | 1     | 0    | 0       | 0     |

## Títulos

### Tolima
- Campeonato Colombiano de Futebol – Apertura: 2018 e 2021

### Grêmio
- Campeonato Gaúcho: 2022
- Recopa Gaúcha: 2022

### Rosario Central
- Copa da Liga Argentina: 2023

### Prêmios individuais
- 60 melhores promessas jovens do mundo em 2017 (The Guardian)